# Milan Tiff
Milan Tiff (* 5. Juli 1949) ist ein ehemaliger US-amerikanischer Leichtathlet, der im Dreisprung erfolgreich war.

## Werdegang
Tiff wuchs als Sohn einer Opernsängerin und eines Komponisten in Shaker Heights, Ohio, auf. Nachdem er zunächst ein Leichtathletikstipendium an der Miami University angenommen hatte, wechselte er zur University of California, Los Angeles. Bei den Panamerikanischen Spielen 1975 in Mexiko-Stadt gewann er Bronze. 1977 wurde er Fünfter beim Leichtathletik-Weltcup in Düsseldorf und holte Bronze bei den Pacific Conference Games. 1970 und 1977 wurde er US-Meister und 1974 US-Hallenmeister. Für die Miami University startend wurde er 1970 NCAA-Meister und NCAA-Hallenmeister. Zeitweilig trug er den Namen Caleb Abdul Rahman.

## Persönliche Bestleistungen
- Dreisprung: 16,98 m, 15. Oktober 1975, Mexiko-Stadt
  - Halle: 16,79 m, 22. Februar 1980, San Diego